# James Hamilton, 2. Marquess of Hamilton

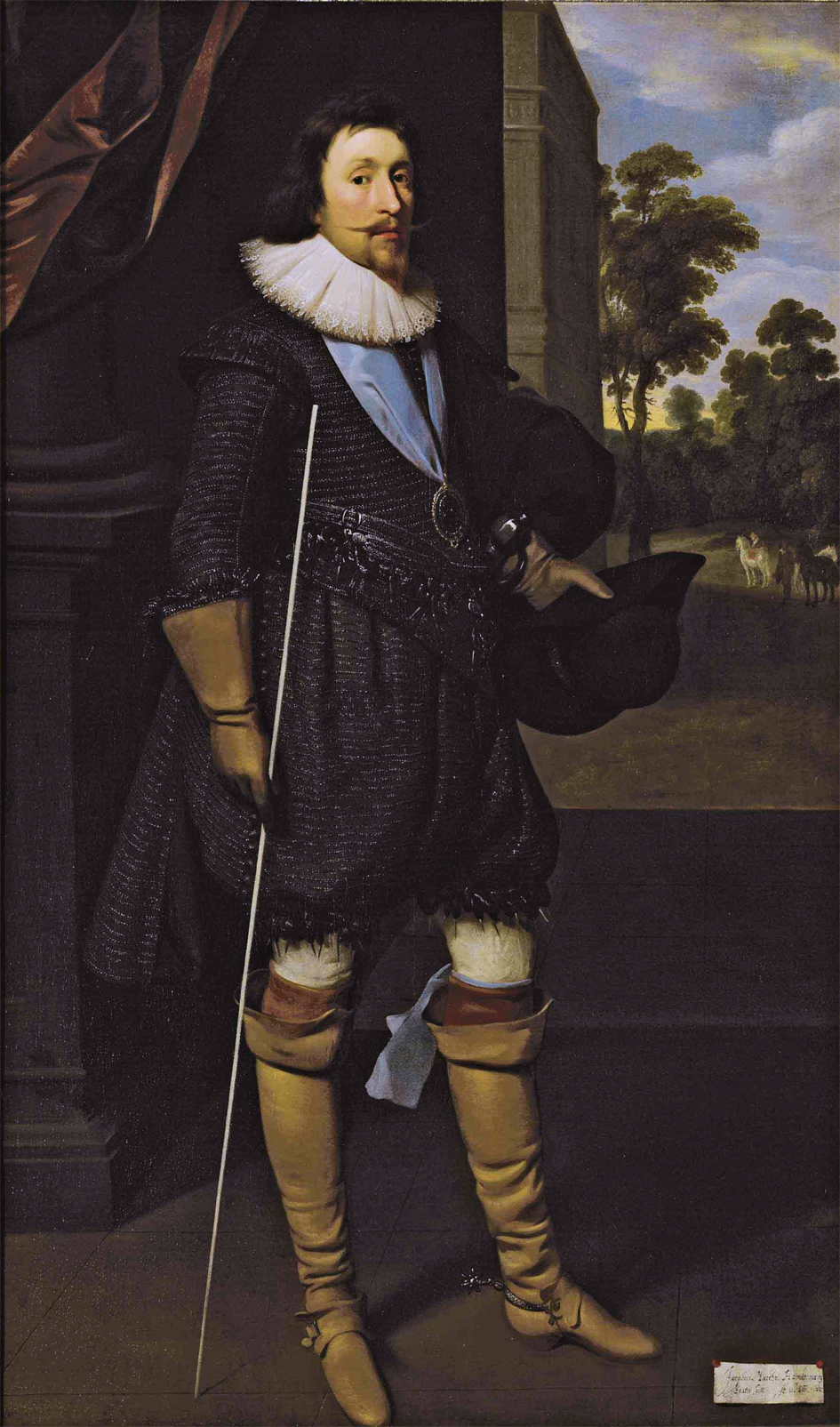
Daniel Mytens: James Hamilon, 2. Marquess of Hamilton

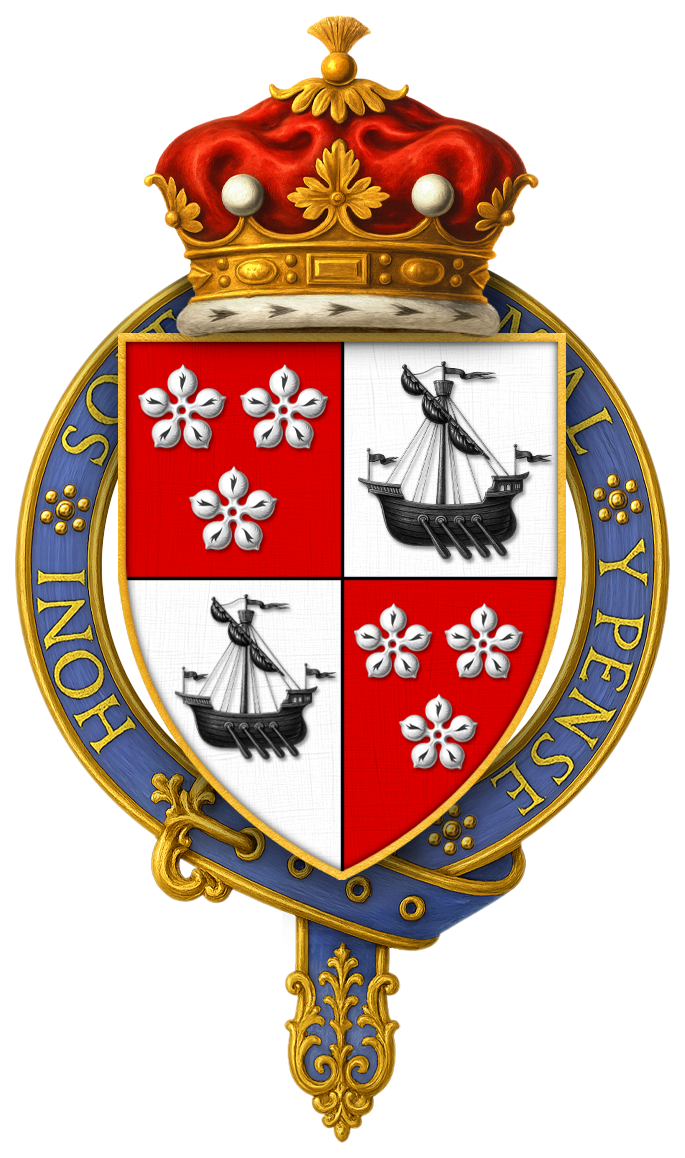
Wappen des James Hamilon, 2. Marquess of Hamilton

James Hamilton, 2. Marquess of Hamilton KG (* 1589; † 2. März 1625 in Whitehall) war ein schottischer Adliger.

## Leben
Er war ein Sohn des John Hamilton, 1. Marquess of Hamilton und dessen Frau Margaret Lyon. Nach dem Tod seines Vaters folgte er 1604 als 2. Marquess of Hamilton. Am 5. Mai 1608 wurde ihm auch der Titel Lord Aberbrothwick verliehen. 1609 wurde er als Erbe seines Onkels, James Hamilton, 4. Earl of Arran. Als Höfling bei König Jakob I. machte er Karriere. 1613 wurde er in den schottischen und 1617 auch in den englischen Kronrat (Privy Council) aufgenommen. Am 16. Juni 1619 wurden ihm auch die englischen Titel Earl of Cambridge und Baron Innerdale verliehen. Er bekleidete seit 1621 das Amt des persönlichen Stellvertreters des Königs (Lord High Commissioner) beim schottischen Parlament und von 1624 bis 1625 war er Lord Steward of the Household. 1623 wurde er als Knight Companion in den Hosenbandorden aufgenommen.
Zeitweise wurde über eine Ehe zwischen James Hamilton und der Prinzessin Elisabeth spekuliert. Auch der Tod des Marquess soll gerüchteweise auf eine Vergiftung zurückzuführen sein.
1603 heiratete er Lady Anne Cunningham, Tochter des James Cunningham, 7. Earl of Glencairn und hatte mit ihr folgende Kinder:
- Lady Anne Hamilton (1604–1632) ⚭ Hugh Montgomerie, 7. Earl of Eglinton;
- Lady Margaret Hamilton (1605–1625) ⚭ John Lindsay, 17. Earl of Crawford;
- Lady Mary Hamilton (nach 1606–1632) ⚭ James Douglas, 2. Earl of Queensberry;
- James Hamilton, 1. Duke of Hamilton (1606–1649);
- William Hamilton, 2. Duke of Hamilton (1616–1651).